# Semomesia meana
Semomesia meana är en fjärilsart som beskrevs av William Chapman Hewitson 1858. Semomesia meana ingår i släktet Semomesia och familjen Riodinidae. Inga underarter finns listade i Catalogue of Life.